# Kate Worley
Kathleen Louise Worley (Belleville, 16 de març de 1958 – ?, 6 de juny de 2004) va ser una dibuixant de còmics estatunidenca, especialment coneguda per la seva obra Omaha the Cat Dancer, un còmic sexualment explícit sobre gats antropomòrfics que narra la història d'una femella stripper. També va ser música, escriptora i intèrpret al programa radiofònic de comèdia i ciència-ficció Shockwave Radio Theater.

## Biografia
Worley va néixer el 16 de març de 1958 a la localitat estatunidenca de Bellville, situada a l'estat d'Illinois. Després de traslladar-se a Minneapolis, Minnesota a la dècada de 1970, es va convertir en una de les primeres col·laboradores del programa de ràdio Shockwave Radio Theatre.
Mentre es trobava en procés de divorci del seu marit, ella i la dibuixant i música Reed Waller van iniciar una relació sentimental i professional. Començant juntes, van escriure cançons i van actuar, tant com a duet com amb bandes locals, a més de ser figures populars a Minicon i altres convencions de ciència-ficció.
A mitjan de la dècada de 1980, Waller i Worley van començar a col·laborar per a Omaha the Cat Dancer, que es va originar com a tira de Waller al fanzine local Vootie, abans d'evolucionar cap a una sèrie de còmics distribuïda nacionalment i publicada per Kitchen Sink Press. A quatre pàgines del número 2, Waller va patir el bloqueig de l'escriptor i Worley va oferir «uns quants suggeriments provisionals sobre indicacions per a la història, nous personatges, qualsevol cosa que pogués pensar que podria ajudar...». A la seva invitació, es va convertir en escriptora de la sèrie, potenciant els seus personatges i temes. El 1988, Waller va manifestar la bisexualitat de totes dues a la columna de cartes de la sèrie.
Omaha es va suspendre quan Worley i Waller van resultar ferides en un accident de cotxe; aquesta suspensió es va estendre encara més quan van tenir una amarga ruptura de parella, cosa que va dificultar els seus intents de treballar juntes. Durant aquest temps, Worley va escriure còmics per a diverses editorials, entre els quals destaca Mulkon Empire per Tekno Comix, The Real Adventures of Jonny Quest per Dark Horse, Roger Rabbit per Disney Comics, i un número anual de Wonder Woman. Es va casar amb l'escriptor de còmics Jim Vance, amb qui es va mudar a Tulsa Oklahoma, i van tenir un fill i una filla.
El 2002, Waller i ella van arribar a un acord amb Fantagraphics Books per a reimprimir Omaha, amb 100 pàgines addicionals. Tot i això, li van diagnosticar un càncer i va morir el 6 de juny del 2004. Vance i Waller després completarien junts la sèrie Omaha, basant-se en les notes deixades per Worley.